# Jenny Diver
Jenny Diver, född Mary Young år 1700 på norra Irland, död den 18 mars 1741 i London, var en brittisk ficktjuv. Hon var en av Londons mest välkända kriminella under sin verksamhetstid. 
Diver var illegitim dotter till en okänd far och kammarjungfrun Harriet Jones, som avskedades från sitt arbete vid graviditeten och tog anställning som prostituerad på en bordell. Diver växte upp på olika fosterhem, och gick även i skolan där hon lärde sig läsning, skrivning och sömnad. Hon var snabb i fingrarna och försörjde sig initialt som sömmerska. Hon lämnade Irland tillsammans med en pojkvän som hade stulit pengar för att betala deras biljett, och som därför arresterades i Liverpool, vilket gjorde att hon fortsatte till London ensam.

## Ficktjuv
I London träffade hon en annan kvinna från Irland, Anne Murphy, som erbjöd henne logi och som gjorde henne till medlem i sitt gäng av ficktjuvar. Hon gick först som lärling med blygsam avlöning, men lärde sig snart att tömma fickor med en sådan skicklighet att hon blev en av de mest inkomstbringande medlemmarna i gänget. Hon tog över Anne Murphys position som gängets ledare och fick namnet Jenny Diver för sin skicklighet: Diver betydde ficktjuv under denna tid. 
Jenny Diver beskrivs som bildad, attraktiv och välklädd, och kunde tack vare sitt utseende blanda sig med förmögna personer utan att misstänkas för att vara tjuv. Den kanske mest kända av hennes metoder var att använda sig av falska armar: vid ett tillfälle satte hon sig mellan två förmögna kvinnor i kyrkbänken med sina falska armar knäppta i knäet, medan hon med sina verkliga armar sökte igenom sina bänkgrannars fickor och kläder och räckte dem till en medbrottsling i raden bakom sig. En annan metod var att svimma, låtsas sjuk och råna de som kom för att erbjuda hjälp, varefter hon räckte stöldgodset vidare till medhjälpare. Diver och hennes gäng blev välkända i London, och år 1733 blev hon gripen. Eftersom hon vid tillfället för detta brott uppgav sitt riktiga namn, Mary Young, under vilket hon aldrig tidigare hade blivit bestraffad, behandlades hon som en förstagångsbrottsling och dömdes till deportation till Virginia. 

## Deportation
Med hjälp av sitt samlade tjuvgods mutade hon kaptenen på fångskeppet till att låta henne ta med sin egendom och få en bekväm överresa, och vid framkomsten i Virginia mutade hon också guvernören för att slippa avtjäna sitt straff. Då fångskeppet skulle återvända till London mutade hon återigen kaptenen, denna gång för att ta henne och hennes egendom tillbaka till London. Att återvända till Storbritannien efter en dom till deportation innan den hade avtjänats var en brott som kunde leda till dödsdom, och endast fem procent av de som dömts till detta straff gjorde det någonsin. 
Jenny Diver återgick sedan till sin verksamhet som tjuv med sitt gäng i London. Hennes skicklighet försämrades dock sedan hon drabbades av reumatism i fingrarna. Den 4 april 1738 greps hon med två manliga medbrottslingar sedan de ertappats med att försöka stjäla en börs. Hon uppgav nu namnet Jane Webb och kunde under detta obestraffade namn ännu en gång dömas till deportation som förstagångsförbrytare. Liksom förra gången mutade hon sig ännu en gång tillbaka till London. Vid tiden för hennes återkomst hade dock hennes gäng skingrats. 

## Arrestering och dom
Onsdagen den 10 januari 1741 greps Jenny Diver då hon ertappades med att försöka stjäla en börs från en kvinna på Sherbourne Lane. En manlig medbrottsling erbjöd sig att hjälpa en kvinna över några gångbrädor, och då kvinnan sträckte ut armen, stack Diver ned handen i hennes fcka. Kvinnan upptäckte då detta, och Diver och en kvinnlig medbrottsling, Elizabeth Davies, blev då gripna, medan mannen lyckades fly.
Denna gång blev Jeny Diver korrekt identifierad och kunde inte som förut uppge falskt namn. Diver och Davies ställdes inför rätta 17 januari 1741. De anklagades båda för stöld, men Diver dessutom för att ha uppgett falskt namn och för att ha återvänt från deportation. Rättegången togs troligen inte mer än två timmar, och de åtalade tilläts inget försvar. Diver försvarade dock sig själv och Davies och kallade karaktärsvittnen till sin förmån. De dömdes båda till hängning, tillsammans med ytterligare fyra kvinnor och sju män vid samma tillfälle. De hävdade båda att de var gravida, men en undersökning visade att så inte var fallet. Davies benådades till deportation.    
Jenny Diver avrättades den 18 mars, vilket var en av de åtta dagar som hade utsetts till 1741 års hängningsdagar. Hon klädde sig i svart klänning och hatt med flor och färdades till avrättningen i sorgvagn med bundna händer. Det var vanligt vid denna tid att förmögna och berömda brottslingar som Diver färdades till sin avrättning i särskild vagn för att skydda dem från allmänhetens nyfikenhet och troligen för att varaktigt framhålla deras exempel som avskräckande. Diver avrättades tillsammans med ytterligare 19 brottslingar, varav tre kvinnor, men hon var den enda som färdades i egen vagn. Fångarna tilläts stanna vid två krogar på vägen för att stärka sig inför avrättningen. Hon ska ha ångrat sig och blivit religiös inför avrättningen, och bett sina vänner att köpa henne kropp efter avrättningen för att den inte skulle användas av läkarna, något de också gjorde. Hon ska ha uppträtt värdigt under sin avrättning.       